# Алекс (папагал)
Алекс (1976 – 6 септември 2007) е известен африкански сив папагал в САЩ.
Той е обект на 31-годишен експеримент (1977 – 2007), започнат от животинската психоложка Айрийн Пепърбърг в Университета на Аризона в Тусон, продължен след това в Харвардския университет и после в университета „Брандайс“ в Уолтам (край Бостън), щата Масачузетс.
Пепербърг купува Алекс, когато е на 1 година. Името му е акроним на експеримент за обучение на птици (от англ. ез.: avian learning experiment).
Преди работата на Пепербърг с Алекс широкото разбиране в научните среди е, че е нужен сложен мозък като този на приматите, за да се анализират сложни данни, езикът и разбирането. Птиците не са се смятали за интелигентни, тъй като единствената им употреба на комуникация е да имитират звуци. Постиженията на Алекс обаче подкрепят идеята, че папагалите използват логика на базово ниво и могат да подбират думи според смисъла им. Пеперберг пише, че Алекс притежавал интелигентността на делфините и горилите. Изследователката го сравнява с петгодишно дете и заявява, че той дори не е успял да достигне пълния си потенциал преди да умре. Емоционално, тя сравнява птицата с двегодишно дете.

## Постижения
Пепербърг не твърди, че Алекс владее „език“, а вместо това обяснява, че той използвал двустранен модел на комуникация. Папагалът можел да разпознае 50 различни обекта и да брои до шест. Той различавал 7 цвята, 5 форми и разбира концепциите за „по-голямо“, „по-малко“, „еднакво“ и „различно“. По време на експериментите Алекс демонстрира различни емоции като изненада и гняв когато обектът е различен от очаквания.
С речник от над 100 думи, той показва невероятно разбиране за смисъла им. Например, когато му е дадено за задача, той идентифицира правилно цвета, формата и материала, от който е направен даден предмет. Алекс разпознава ключ, независимо от цвета му и може да го сравни с различни видове ключове. За всяка от задачите, той запомня верния отговор само след шест повторения.
Когато Алекс се чувства изморен от задачите казва „Искам да си ходя“ и демонстрира гняв, докато не е поставен на любимото си място. Когато усеща раздразнение у изследователите, казва „Съжалявам“.
Понякога папагалът иска банан и ако вместо това му е предложена ядка, той я хвърля по изследователите и чака да получи желания плод.
Друго важно наблюдение е, че папагалите също като децата се отегчават и когато се случва, Алекс дава грешни отговори, въпреки че знае правилните.

## Смърт
Алекс умира на 6 септември 2007 г. на възраст 31 години. Смъртта му била изненада тъй като този вид папагали живеят до 60 години. Предишният ден той изглеждал в отлично здраве, но на сутринта бил открит безжизнен. Лекарите предполагат, че най-вероятната причина е сърдечен удар.
Последните думи на Алекс към Пепербърг били „Бъди добра, ще се видим утре. Обичам те.“